# Gare de Kopperå
La gare de Kopperå stasjon est une gare ferroviaire de la Meråkerbanen située dans la commune de Meråker dans le comté et région de Trøndelag.

## Situation ferroviaire
Établie à 328,5 m d'altitude, la gare se situe à 88,3 km de Trondheim.

## Service des voyageurs

### Accueil
La gare est équipée d'un parking de 15 places. Il y a une salle d'attente ouverte tous les jours de 8 h 30 à 19 h 20.

### Desserte
La gare est desservie par deux trains (un le matin et un le soir) en direction de Storlien et par deux autres en direction de Heimdal.

### Intermodalités
Un arrêt de bus se trouve à proximité de la gare.